# Massacro di Vinkt

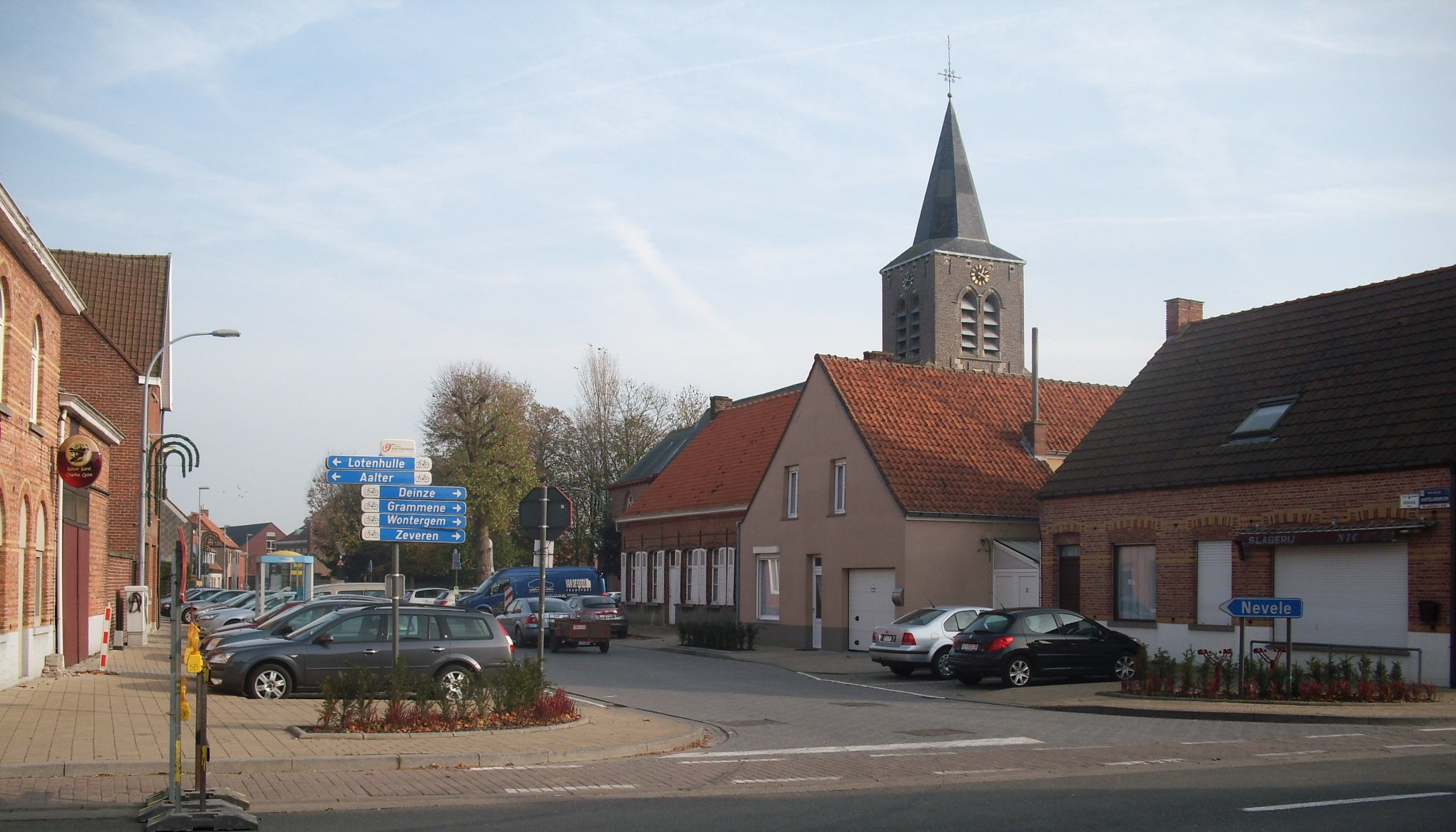
Veduta moderna del villaggio di Vinkt, dove avvenne il massacro

Il massacro di Vinkt (in olandese: Bloedbad van Vinkt) fu un crimine di guerra commesso tra il 26 ed il 28 maggio 1940, nei villaggi di Vinkt e Meighem nelle Fiandre orientali, durante la Battaglia del Lys. Furono deliberatamente uccisi fra gli 86 e i 140 civili dalle truppe della Wehrmacht del 377º Reggimento della 225ª Divisione di fanteria, presumibilmente come rappresaglia contro la resistenza dell'esercito belga presente nel villaggio.

## Contesto storico
Mentre l'esercito tedesco continuava ad avanzare verso ovest, fronteggiando sia il corpo di spedizione britannico (in fuga verso Dunkerque) che l'esercito belga, il villaggio di Vinkt si trovò ad essere un obiettivo importante, crocevia sulla strada a sud da Gand a Lilla e a cavallo del canale Schipdonk, che bloccava l'avanzata tedesca. Il 25 maggio, le forze in guerra conoscevano già l'esito della campagna di Francia, nella quale l'esercito francese era crollato, e l'esercito belga venne ridotto a prolungare la guerra al solo scopo di proteggere la ritirata britannica.
Il ponte sul canale Schipdonk era sorvegliato dalla 1ª Divisione belga, gli Chasseurs Ardennais, che nell'esercito belga dell'epoca consisteva in un reggimento di carri armati su cinque reggimenti in una divisione, il resto erano motociclisti e ciclisti. Per coincidenza, questa divisione si rivelò una delle più motivate dell'esercito belga, il comando belga decise di non distruggere ma invece di sorvegliare il ponte, per aiutare il maggior numero possibile di britannici nella fuga verso ovest e il maggior numero possibile di rifugiati belgi nel viaggio verso sud. Più di un milione di belgi, la maggior parte dei quali a piedi, poiché automobili e cavalli vennero requisiti dai diversi eserciti, diventarono profughi. La notizia di ciò che accadde a Vinkt fece fuggire circa un milione di persone verso sud o verso ovest. Entro la metà di giugno, secondo i dati a disposizione della Croce Rossa, il 30% della popolazione belga aveva già lasciato il Paese.

## Cronologia

### 25 maggio
Arrivata vicino al ponte il 25 maggio, la 225ª Divisione di fanteria tedesca, composta principalmente da soldati mal addestrati di Itzehoe, nel nord dell'area di Amburgo, trovò impossibile attraversare il ponte: fu così che presero in ostaggio 140 civili e li sfruttarono come scudi umani. Mentre i Chasseurs ardennais continuavano ad incalzare le posizioni tedesche e l'attraversamento rimaneva ancora impossibile, una granata esplose tra gli ostaggi uccidendone 27.

### 26 maggio
La domenica, i tedeschi presero degli ostaggi nelle chiese di Meigem e Vinkt, oltre che in varie fattorie nelle vicinanze. Alcuni ostaggi furono uccisi sul posto. Nella chiesa di Meigem, un'esplosione uccise 27 ostaggi.

### 27 maggio
Adolf Hitler, alla radio tedesca, chiese la resa immediata e incondizionata del Belgio. Il re Leopoldo III del Belgio annunciò che avrebbe usato la sua autorità di comandante in capo per deporre le armi.
I Chasseurs ardennais, ignari degli sviluppi, stavano ancora tenendo e difendendo il ponte. Per ragioni poco chiare, la 225ª Divisione iniziò a prendere a caso i propri ostaggi dalle colonne, durante il viaggio verso sud, e a giustiziarli sul posto. Solo in quattro riuscirono a scappare: uno di loro, un prete, sopravvisse nascondendosi sotto due cadaveri.

### 28 maggio
Leopoldo III e l'esercito belga capitolarono la mattina all'alba, evento che comunque non fermò gli omicidi a Vinkt. Nove ostaggi vennero fucilati dopo la capitolazione. Le ultime cinque vittime vennero costrette a scavare la propria fossa in anticipo.

## Numero delle vittime

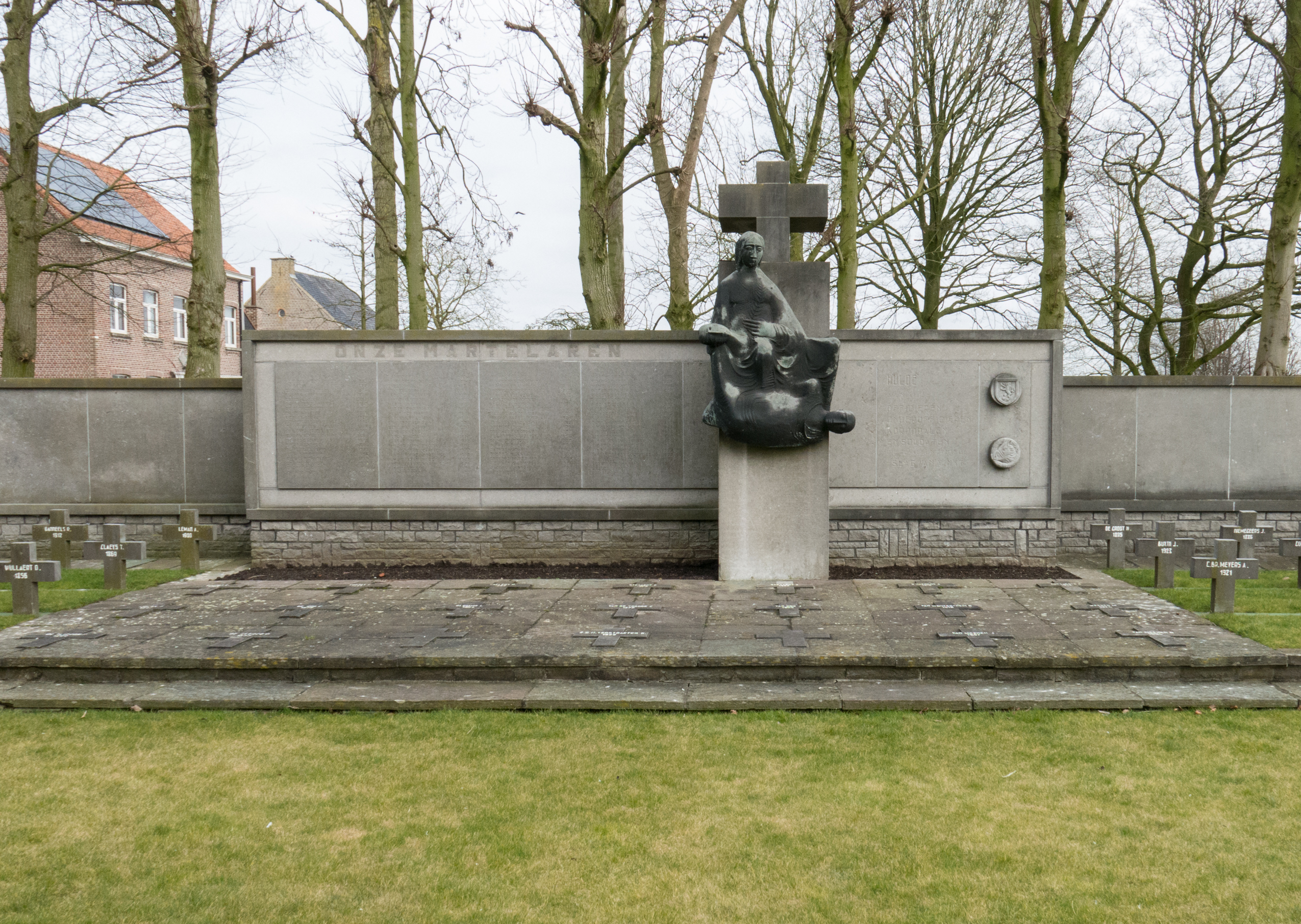
Memoriale alle vittime del massacro

La maggior parte delle fonti riporta un numero variabile di vittime tra le 86 e le 140, 86 è il numero totale delle vittime giustiziate. Questa divergenza nasce dal fatto che altri storici includono le vittime davanti al ponte e quelle 27 uccise dall'esplosione della chiesa di Meigem. La granata esplosa il 25 maggio fu quasi certamente tedesca, ma l'esplosione in chiesa venne solitamente attribuita all'artiglieria belga. Tuttavia, rimane la controversia sull'esplosione avvenuta in chiesa, poiché alcune vittime affermarono successivamente di aver visto degli ufficiali tedeschi lanciare bombe a mano nella chiesa e tutte le donne in ostaggio vennero portate fuori dalla chiesa poco prima dell'esplosione, il che assicurò che tutte le 27 vittime dell'incidente fossero maschi.
Una situazione molto diversa venne descritta dal sacerdote che riuscì a fuggire il 27 maggio: affermò di aver visto alcune donne e bambini morti, anche neonati. Poiché in seguito non furono trovati cadaveri di donne o bambini, ciò implicherebbe, se vero, che la scena venne ripulita e il numero reale di vittime delle esecuzioni sarebbe quindi molto più alto delle 86 o delle 140 solitamente dichiarate. La maggior parte degli storici belgi ritiene comunque che eventuali altre vittime tra i rifugiati viste dal sacerdote siano state uccise dal fuoco incrociato e non intenzionalmente.

## Conseguenze
Con la diffusione della notizia della carneficina, le fonti della stampa tedesca cercarono di negare l'accaduto, sostenendo che i civili belgi si travestirono da soldati. Sebbene i giornali britannici conoscessero la storia esatta, si rifiutarono d'insistere per paura di essere nuovamente accusati di ripetere le affermazioni propagandistiche già sostenute nel 1914 con lo stupro del Belgio.
Sebbene ampiamente ignorati al di fuori del Belgio, gli eventi non rimasero del tutto impuniti. Gli ufficiali tedeschi vennero processati dopo la guerra: il maggiore Kühner e il tenente Lohmann furono condannati a 20 anni di lavoro forzato, entrambi furono rilasciati dopo cinque anni.
La mancanza di una commemorazione cospicua del massacro di Vinkt è stata commentata da vari scrittori, tra cui il romanziere belga Xavier Hanotte.